# تالاب صالحیه
تالاب صالحیه یک تالاب فصلی در نظرآباد استان البرز ایران است. همچنین بخشی از این تالاب در استان قزوین قرار دارد وسعت تالاب صالحیه با احتساب باتلاق‌های اطراف ده هزار هکتار می‌باشد و آب این تالاب از رودخانه کردان تأمین می‌شود. این تالاب یک تالاب فصلی است و در فصل گرما به دلیل بارش کم و نیاز کشاورزان منطقه به آب، بسیار کم‌آب و خشک می‌شود. میزان بارندگی در این تالاب ۲۲۰ میلیمتر در سال است.
از مهمترین تاثیرهای زیست‌محیطی این تالاب می‌توان به جلوگیری از هجوم ریز گرد‌ها و نمک به شهرهای اطراف تالاب، کمک به افزایش پوشش گیاهی، و زیستگاهی بزرگ برای جانوران  و پرندگان مهاجر اشاره کرد.

## خشکی
در سال‌های اخیر در فصول گرما بیشتر بخشهای این تالاب روبه خشکی می‌رود و زیستگاه‌های جانواران زیادی که در این منطقه هستند از ميان می‌رود.
از دلایل خشکی این تالاب می‌توان به برداشت بی‌رویه آب تالاب توسط کشاورزان منطقه، چرای دام، بارش کم و بی‌توجهی به تالاب دانست.
این تالاب در سال ۱۳۹۷ احیا و آبگیری شد و بسیاری از گونه‌های جانوری که در پی خشکی تالاب از منطقه رفته بودند بازگشتند.

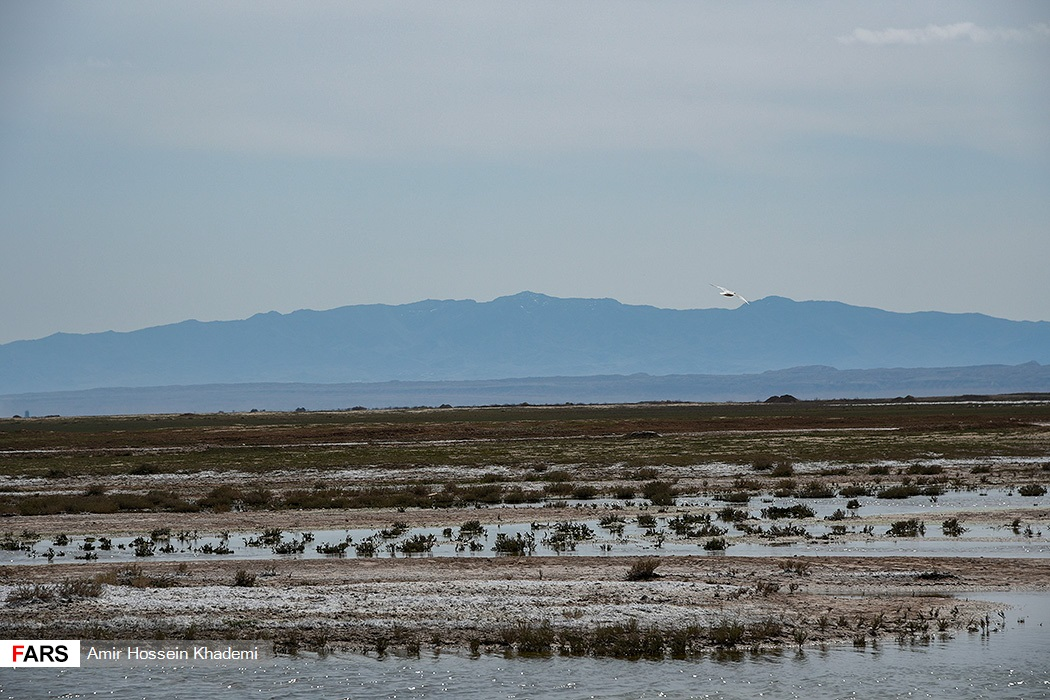
تالاب صالحیه در زمان خشکی

در چند روز از تیر سال ۱۴۰۴  گردو خاک شدیدی آسمان تهران را فراگرفت ، معاون زمین‌شناسی سازمان زمین‌شناسی و اکتشافات‌ معدنی کشور، تالاب خشک شده صالحیه را به عنوان مهمترین کانون فعال گرد و غبار  در اطراف پایتخت نام برد . 

## زیستگاه‌ها
زیستگاه‌های تالاب صالحیه بسیار متنوع می‌باشد عمده زیستگاه‌های این تالاب را پرندگان تشکیل می‌دهند. در این تالاب ۱۲۰ گونه پرنده وجود دارد.
همچنین این تالاب محل مهاجرت بسیاری از گونه‌های پرندگان مهاجر می‌باشد.
از انواع پرندگان موجود در این تالاب می‌توان به
درنا خاکستری، غاز خاکستری، اردک سبز، تنجه، آنقوت، اگرت، حواصیل، فلامینگو، لک‌لک سیاه و پلیکان اشاره کرد.
از گونه‌های پستاندار موجود در این منطقه می‌توان به خرگوش، روباه، گرگ، شغال، گراز و سنجاب اشاره کرد.

## پوشش گیاهی
پوشش گیاهی منطقه از نوع گونه‌های استپی می‌باشد و شامل انواع گیاهان مرتعی، از قبیل گرامینه‌ها، درمنه‌ها و انواع گیاهان بالشتکی خاردار در اطراف و خود تالاب می‌باشد.

## جغرافیا و مسیرهای دسترسی
این تالاب از شمال به فرودگاه آزادی شهرستان نظر آباد، روستای صالحیه، از شرق به روستای شیخ حسن، از جنوب به قشلاق دایلر در استان البرز و از غرب به زمینهای روستای شهرآباد در استان قزوین محدود می‌شود.
- مختصات:۳۵٫۹۴۹۱۰۶/۵۰٫۴۶۸۵۳۰

برای دسترسی به این تالاب دو راه وجود دارد:
1. جاده آبیک - صالحیه، به طول ۱۳ کیلومتر
2. جاده نظرآباد - صالحیه، به طول ۱۵ کیلومتر[۹]